# تنکتسو هاریموتو
تنکتسو هاریموتو (انگلیسی: Tenketsu Harimoto؛ زادهٔ ۸ ژانویهٔ ۱۹۹۲) بازیکن بسکتبال اهل ژاپن است.
وی در مسابقات کشوری و بین‌المللی در مجموع برندهٔ ۲ مدال برنز شده‌است.